# Zemědělská usedlost čp. 8 (Lovčice)
Zemědělská usedlost čp. 8 je areál bohatší zemědělské usedlosti na návsi obce Lovčice.

## Historie
Současná podoba stavení pochází zřejmě z přelomu 19. a 20. století, pravděpodobně ale vznikla úpravou starších objektů. V roce 2003 byl na základě návrhu architekta Karla Kuči Ministerstvem kultury České republiky prohlášen celý areál kulturní památkou.

## Architektura
Komplex budov se nachází na návsi obce a skládá se z obytného stavení čp. 8, výměnku čp. 70 a oplocení, které je rovněž pod památkovou ochranou. Obytný dům je situován vpravo od vjezdové pilířové brány. Jedná se o výrazně podélné stavení orientované štítem do návsi. Střecha je sedlová s mírně asymetrickým přesahem, který kryje zápraží. Štítové průčelí je dvouosé, s nápadnými bosovanými nárožními lizénami a výžlabkovou římsou. Okna jsou vsazena v profilovaných šambránách, okénka ve štítu pak už jen v pásových šambránách. Sokl je z pískovcových kvádrů. Fasáda domu je nicméně v současné době (2021) silně poškozena. Výměnek je umístěn od vjezdové brány vpravo a orientován rovnoběžně s prostorem návsi. V průčelí do návsi jsou vsazena tři okna, vstup je ve štítovém průčelí ze dvora. Dům je vyzděn z lomové opuky, pouze štít je z cihel. Povrch kryje hladká vápenná omítka. Oba domy jsou propojeny nízkou branou se dvěma pískovcovými pilíři s jehlancovými hlavicemi. Původní jsou také svisle lištovaná vrátka.